# El Rubio (Sevilla)
El Rubio ist eine Gemeinde und ein Dorf in der Provinz Sevilla in Spanien mit 3.290 Einwohnern (Stand: 2024). Sie liegt in der Comarca Sierra Sud in Andalusien.

## Geografie
Die Gemeinde befindet sich innerhalb der Sierra Sud. El Rubio liegt in der Nähe des Flusses Genil, innerhalb des Tals, das durch den Fluss und seine kleinen saisonalen Nebenflüsse begrenzt wird. Sie grenzt an die Gemeinden Écija, Estepa, Marinaleda und Osuna. 

## Geschichte
Es wird angenommen, dass El Rubio als kleine römische Siedlung in der Gegend begann und im Mittelalter, nach einer kurzen westgotischen Kontrolle, in die Hände der Mauren überging, die die iberische Halbinsel eroberten.
Von den Christen zurückerobert, kam der Ort danach unter die Kontrolle des Santiagoordens.

## Wirtschaft
Die Landwirtschaft ist der hauptsächliche Wirtschaftszweig.

## Sehenswürdigkeiten
- Kirche Nuestra Señora del Rosario